# Pamela Rebecca Barnes
Pamela Rebecca Ewing (született Cooper, korábban Barnes) az új Dallas egyik főszereplője. A karaktert Julie Gonzalo alakítja. A szereplő már az eredeti sorozatban is megjelent a 12. évad végén, valamint az 1996-os Dallas: Jockey visszatér című filmben.

## A forgatás
2010-ben a TNT (a Warner Bros. Television cég testvére) bejelentette, hogy elkezdik a Dallas folytatását forgatni. Ebben az eredeti sorozat története folytatódik és elsősorban Samantha és Jockey fia, Johnny, és Bobby és Pamela fogadott fia, Christopher köré épül. A régi szereplők közül visszatért Larry Hagman, Linda Gray, Patrick Duffy és mindannyian egyetértettek abban, hogy a sorozat folytatódjon, és ábrázolják az eredeti szereplőket.

## Történet
Pamela Rebecca először az eredeti sorozatban tűnt fel a 12. évad végén. Akkor derült ki, hogy ő Cliff Barnes és egykori kedvese, Afton Cooper lánya. Afton a lányát annak apai nagynénje, Pamela és lányának apai nagyanyja, Pamela és Cliff édesanyja, Rebecca Wentworth után nevezte el. Afton ekkor egy rövid időre visszatért, de azt akarta, hogy Cliff maradjon távol a lányától. Aztán elhagyta ismét Dallast Pamela Rebeccával együtt. Ekkor Cliff elkezdi kerestetni, és összetűzésbe kerül Afton volt férjével, Harrison Van Burrennel. Aztán nem tudott mást tenni, el kellett őket engednie.

### 1. évad
Pamela Rebecca találkozott Tommy Sutterrel, és viszonyuk lett. Ezután az apja, Cliff Barnes hatására felbérelte Tommyt, hogy játssza el azt, hogy ő a bátyja, és Pamela pedig az ő húga. Így Pamela Rebeccából, Rebecca Sutter lett, és mindenkivel elhitette, hogy ő Tommy húga. A céljuk az volt, hogy tönkretegyék Elena Ramos és Christopher Ewing kapcsolatát, illetve kifosszák a Ewingokat. Pamela Rebecca küldött egy e-mailt Christopher nevében, amiben az állt, hogy már nem szereti Elenát, és nem akar neki több fájdalmat okozni. Így a megbízást teljesítették is. Christopher és Pamela Rebecca a találkozásuk után szerelmesek lettek egymásba, és összeházasodtak 2012-ben. Kicsivel később a lány ikrekkel terhes lett Christophertől. Elena eközben összejött Johnnyval. Később aztán kiderült, hogy Pamela Rebecca nem akarja tovább manipulálni a Ewingokat, de Tommy megfenyegette őt. A lány mindent bevallott Chris-nek, és ezután a fiú kidobta őt. Ezek után önvédelemből, Pamela Rebecca lelőtte Tommyt. Christopher elkezdett intézkedni a válás ügyében, és azt akarta, hogy Pamela Rebecca börtönbe kerüljön, és vegyék el tőle a gyerekeket. Ezután Chris eljegyezte Elenát, aki véget a Johhnyval való kapcsolatának, mert hazudott neki. Az első évad fináléjában kiderült, hogy Pamela Rebecca Cliff Barnes és Afton Cooper lánya. Cliff megesküdött rá, hogy addig nem nyugszik meg, amíg végérvényesen le nem számolt a Ewingokkal.

### 2. évad
Pamela Rebecca elkezdett találkozgatni Johnnyval, hogy információkat szedjen ki belőle a Ewing Energiatársaságról, de mindeközben szerelmesek lettek egymásba, és összejöttek. Azonban a "kapcsolat" véget ért, amikor az apjuk rájött a dologra. Az a megállapodás is véget ért, hogy Johnny odaadja a lánynak a Ewing Energia 10%-át, és hogy békét köt Christopherrel. Mindazonáltal Johnny megmentette a lányt a börtöntől, amikor Frank meghalt. Johnny aztán tiszta szerelmet vallott a lánynak, és azt is bevallotta, hogy az első pillantásra beleszeretett. Johnny aztán meghívta Pamela Rebeccát, hogy menjen el vele a fúrótoronyhoz, és ünnepeljék meg Christopher sikerét. Azonban Cliff Barnes és Harris Ryland felbérelték Drew Ramost, hogy robbantsa fel a tornyot. A robbanás után, Pamela Rebeccát kórházba szállították, és sürgős műtétet végeztek el rajta. Pamela Rebecca és Christopher ikrei viszont annyira megsérültek, hogy mindkettőjüket elvesztették. Amikor Johnny tájékoztatta Pamela Rebeccát, hogy az apja áll az ügy mögött, a lány nem hitt neki. A lány végül megtudja az igazat, amikor Cliff arra utalt, hogy a gyermekek csak "járulékos kárnak" tudhatóak be. A lány ezután úgy döntött, hogy hátat fordít az apjának, és Johnny és a Ewingok mellé áll. Meggyőzte az apját, arról, hogy megkaphassa a nagynénje, Katherine részvényeit a Barnes Globalból. Pamela Rebecca és Johnny szerelme végül házasság lett: összeházasodtak a "Love & Family" című epizódban annak érdekében, hogy a Johnny is hozzáférhessen a lány részvényeihez, illetve azért is, mert nagyon szeretik egymást. Pamela Rebecca felfedte azt is, hogy azért ment hozzá a fiúhoz, mert szerelmes belé, és mert bosszút akar állni az apján. Johnny véleménye is ugyanez volt.

## Fordítás
Ez a szócikk részben vagy egészben  a   Pamela Rebecca Barnes című angol Wikipédia-szócikk fordításán alapul.  Az eredeti cikk szerkesztőit annak laptörténete sorolja fel. Ez a jelzés csupán a megfogalmazás eredetét és a szerzői jogokat jelzi, nem szolgál a cikkben szereplő információk forrásmegjelöléseként.